# Bartlettina
Bartlettina är ett släkte av korgblommiga växter. Bartlettina ingår i familjen korgblommiga växter.

## Dottertaxa tillBartlettina, i alfabetisk ordning[1]
- Bartlettina breedlovei
- Bartlettina brevipetiolata
- Bartlettina calderonii
- Bartlettina campii
- Bartlettina chiriquensis
- Bartlettina cleefii
- Bartlettina constipatiflora
- Bartlettina cronquistii
- Bartlettina guatemalensis
- Bartlettina hastifera
- Bartlettina hemisphaerica
- Bartlettina hintonii
- Bartlettina hylobia
- Bartlettina iodandra
- Bartlettina karwinskiana
- Bartlettina liesneri
- Bartlettina luxii
- Bartlettina macdougallii
- Bartlettina macrocephala
- Bartlettina macromeris
- Bartlettina matudae
- Bartlettina maxonii
- Bartlettina montigena
- Bartlettina oresbia
- Bartlettina oresbioides
- Bartlettina ornata
- Bartlettina paezensis
- Bartlettina pansamalensis
- Bartlettina perezioides
- Bartlettina pinabetensis
- Bartlettina platyphylla
- Bartlettina prionophylla
- Bartlettina silvicola
- Bartlettina sordida
- Bartlettina tamaulipana
- Bartlettina tenorae
- Bartlettina tuerckheimii
- Bartlettina williamsii
- Bartlettina xalapana